# Kruškik
Kruškik (cyr. Крушкик) – wieś w Bośni i Hercegowinie, w Republice Serbskiej, w gminie Gradiška. W 2013 roku liczyła 1119 mieszkańców.